# Hydriomena obstructa
Hydriomena obstructa är en fjärilsart som beskrevs av Paul Dognin 1911. Hydriomena obstructa ingår i släktet Hydriomena och familjen mätare. Inga underarter finns listade i Catalogue of Life.